# Piszkowice

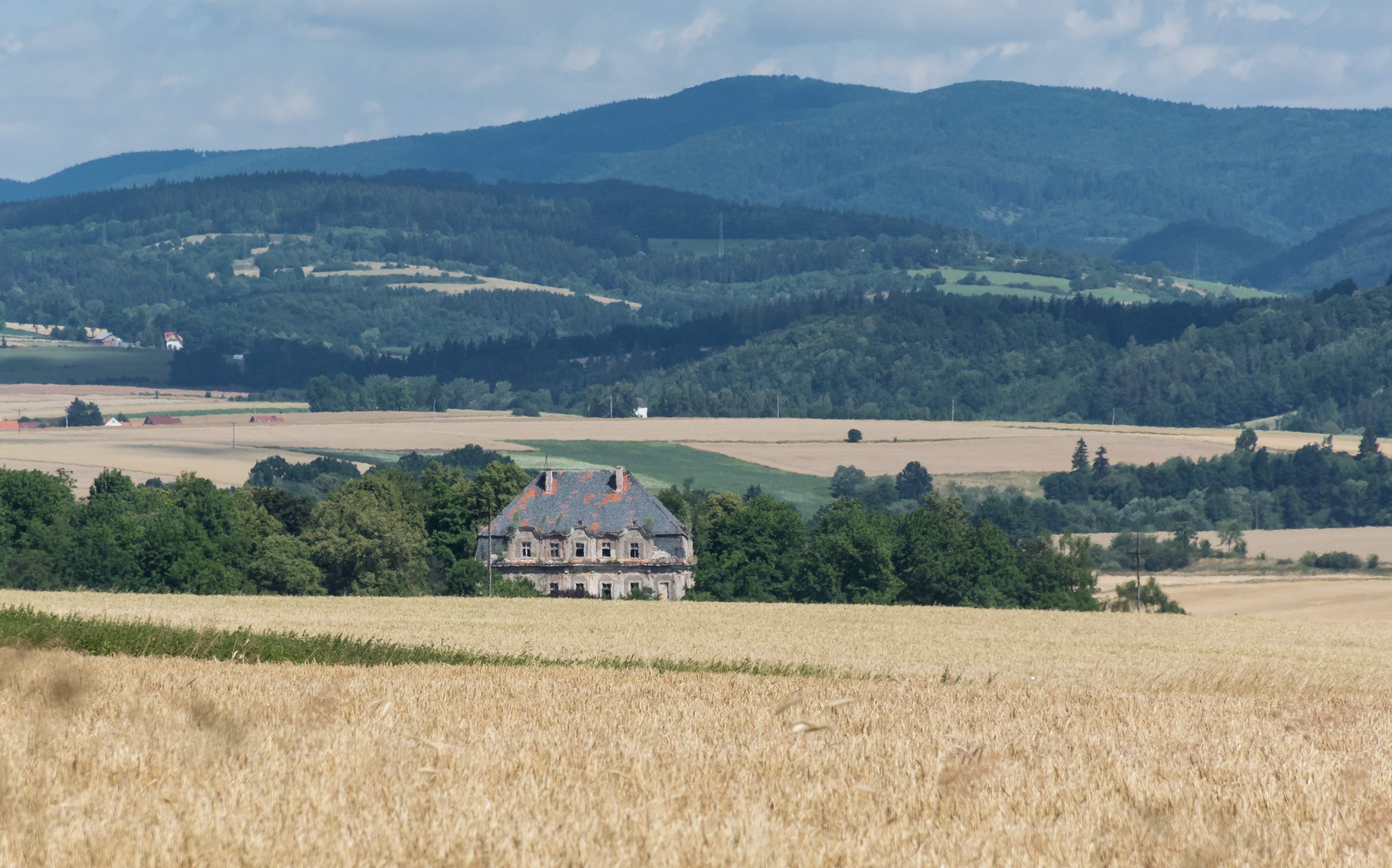
Umgebung von Piszkowice mit Schloss

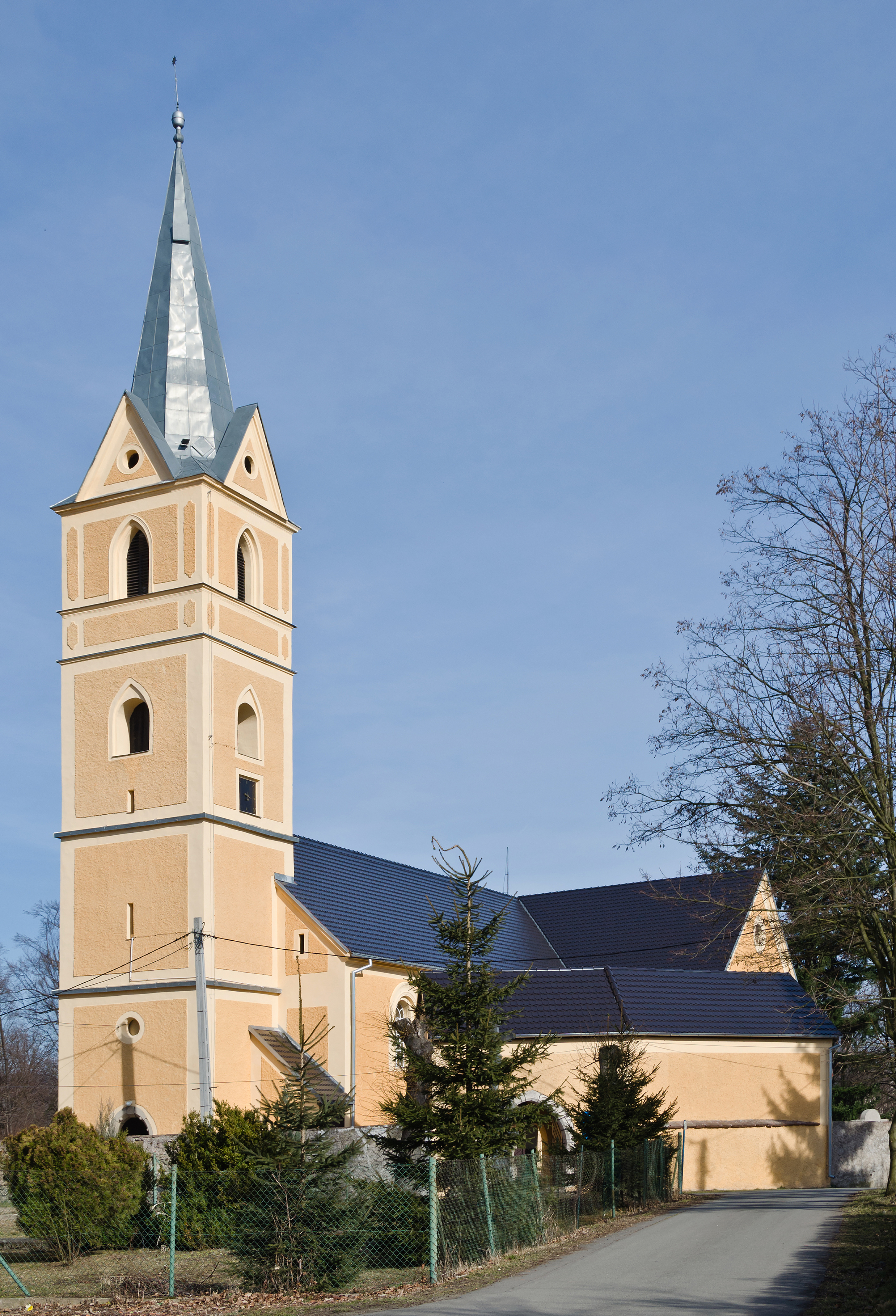
Pfarrkirche St. Johannes der Täufer

Piszkowice (deutsch Pischkowitz; 1937–1945 Schlosshübel; tschechisch Biskupice) ist ein Ort in der Landgemeinde Kłodzko im Powiat Kłodzki der Woiwodschaft Niederschlesien in Polen.

## Geographische Lage
Piszkowice liegt sechs Kilometer nordwestlich von Kłodzko (Glatz) im Tal der Steine. Nachbarorte sind Czerwienczyce (Rothwaltersdorf) im Norden, Wojbórz (Gabersdorf), Łączna (Wiesau) und Bierkowice (Birgwitz) im Nordosten, Korytów (Koritau) im Süden, Ruszowice (Rauschwitz) im Südwesten sowie Gorzuchów (Möhlten) und Święcko (Schwenz) im Nordwesten. Westlich erhebt sich die 401 m hohe Georgshöhe polnisch Orła.

## Geschichte
„Piskowicz“ wurde erstmals 1291 urkundlich erwähnt. Weitere Schreibweisen waren 1340 „Piscowicz“, 1342 „Pischkowicz“, 1361 „Biskupicz“, 1357 „Biscowicz“ und 1371 „Byskupicz“. Für 1384 ist in einem Verzeichnis des Prager Erzbistums die Pfarrkirche Johannes der Täufer nachgewiesen, die zum Glatzer Dekanat gehörte und zu der 1560 die Dörfer Birgwitz, Schwenz, Möhlten, Rauschwitz und Kamnitz gepfarrt waren. Es war Sitz der gleichnamigen Herrschaft und gehörte zum Glatzer Land, mit dem es die Geschichte seiner politischen und kirchlichen Zugehörigkeit von Anfang an teilte.
Pischkowitz bestand in älterer Zeit aus den Guthöfen Ober- und Niederpischkowitz, die zeitweise verschiedenen Besitzern gehörten und erst 1715 unter dem Grundherrn Maximilian von Haugwitz vereint wurden. Dieser erbaute 1722 das Pischkowitzer Schloss. 1728 wirkte er als Mannrechtsbeisitzer und Amtsverwalter in Glatz. 1738 erwarb er das Freirichtergut in Dürrkunzendorf von Johann Georg von Ullersdorf auf Gellenau. Zehn Jahre später tauschte er mit diesem das Gut Schönau gegen die Herrschaft Gellenau. Ab 1741 bekleidete er das Amt eines Verwesers der Glatzer Landeshauptmannschaft. Nach seinem Tod 1749 erbte dessen einziger Sohn Johann Wenzel von Haugwitz, der mit Maria Helena von Hartig verheiratet war, die Besitzungen. Er wurde kurz vor seinem Tod 1780 vom preußischen König Friedrich II. in den Grafenstand erhoben. Dessen Sohn Johann Anton Graf von Haugwitz erwarb 1787 die Herrschaft Koritau.
Nach dem Ersten Schlesischen Krieg 1742 und endgültig nach dem Hubertusburger Frieden 1763 fiel Pischkowitz zusammen mit der Grafschaft Glatz an Preußen. Im Siebenjährigen Krieg diente das Schloss Pischkowitz während der Belagerung der Festung Glatz dem General Ernst Gideon von Laudon als Hauptquartier.
Um 1795 gehörten zur Herrschaft Pischkowitz das Dorf Rauschwitz sowie Teile von Niedersteine, Dürrkunzendorf, Kaltenbrunn und Kamnitz. Für diese Zeit sind nachgewiesen: ein Schloss, zwei Vorwerke (Oberhof und Niederhof), eine Pfarrkirche, ein Pfarrhaus und eine Schule, zwei Bauern sowie 39 Gärtner- und Häuslerstellen.
Nach der Neugliederung Preußens gehörte Pischkowitz ab 1815 zur Provinz Schlesien und war von 1816 bis 1945 dem Landkreis Glatz eingegliedert, mit dem es bis 1945 verbunden blieb. Ab 1874 bildete die Landgemeinde Pischkwitz mit den Landgemeinden Birgwitz, Möhlten, Pischkowitz, Rauschwitz und Schwenz den Amtsbezirk Pischkowitz.
Als Folge des Zweiten Weltkriegs wurde Pischkowitz, das 1937 im Zuge der nationalsozialistischen Germanisierung slawischer Ortsnamen in Schloßhübel umbenannt worden war, 1945 wie fast ganz Schlesien polnischer Verwaltung unterstellt. Die Ortsbezeichnung wurde in Piszkowice abgeändert. Die deutsche Bevölkerung wurde 1946 aufgrund der Bierut-Dekrete vertrieben. Die neu angesiedelten Bewohner waren teilweise Zwangsumgesiedelte aus Ostpolen, das an die Sowjetunion gefallen war. In den Jahren 1975 bis 1998 gehörte Piszkowice zur Woiwodschaft Wałbrzych (Waldenburg).

### Gut Oberpischkowitz
Das Gut Oberpischkowitz war ein Stammsitz der aus Böhmen stammenden Familie von Haugwitz (Hugevicz, Hugwitz, Hawgevicz). Es wurde deshalb als „der Sitz“ oder auch „der Hof“ bezeichnet. Der erste namentlich bekannte Besitzer war 1346 Otto von Haugwitz. Er war mit Gertrud, Tochter des Titzko von Pannwitz auf Burg Landfried verheiratet und besaß auch den Pischkowitzer Niederhof, das Dorf Friedersdorf und einen Anteil von Niedersteine. Für 1361 und 1368 ist er als Mannrechtsbeisitzer der Grafschaft Glatz nachgewiesen. 1428 wurde der Oberhof durch die Hussiten zerstört. Hinko (Heinrich) von Haugwitz verkaufte 1472 Friedersdorf und den Anteil Niedersteine und erwarb die Dörfer Birgwitz und Rauschwitz, die er mit seinem Gut Oberpischkowitz verband. 1499 bestätigten die Brüder Albrecht, Georg und Karl von Münsterberg, die zugleich Grafen von Glatz waren, dem Hans von Haugwitz und seinen Nachkommen dessen Güter und gewährten ihm gleichzeitig das Jagdrecht für die Kammerdörfer Hollenau, Koritau, Kamnitz und Reichenau.
Wegen seiner Beteiligung am böhmischen Ständeaufstand von 1618 wurde Dietrich von Haugwitz 1625 durch den böhmischen Landesherrn Ferdinand II. enteignet. Das Gut Oberpischkowitz schenkte er 1626 dem damaligen Glatzer Landeshauptmann, Adam Gottfried Berka von Dubá. Nach dessen Tod im gleichen Jahr kam Pischkowitz kurzfristig an andere Besitzer. Nachdem sich Dietrich von Haugwitz 1628 zum katholischen Glauben bekannte, wurde er begnadigt und erhielt seine konfiszierten Güter zurück. 1635 wurde er wiederum Verwalter der Glatzer Landeshauptmannschaft und 1641 durch Ferdinand III. zu einem Kaiserlich-königlichen Rat ernannt. Dietrichs Urenkel Maximilian von Haugwitz erwarb 1714 von seinem Vetter Wolf Dietrich von Haugwitz das Gut Niederpischkowitz, so dass nunmehr beide Teile in seinem Besitz waren.

### Gut Niederpischkowitz
Das Gut Niederpischkowitz (Niederhof) war in ältesten Zeiten mit Oberpischkowitz vereint und ebenfalls im Besitz der Familie von Haugwitz. Nach dem Tod des Hans von Haugwitz 1538 wurden die Besitzungen auf dessen drei Söhne verteilt. Niederpischkowitz erbte Georg von Haugwitz. Da er ohne männliche Nachkommen 1603 starb, erbte Niederpischkowitz seine Tochter Magdalena, die sich 1605 mit Friedrich Heinrich von Stillfried auf Walditz vermählte, der 1618 starb. 1629 verkaufte Magdalena, verwitwete Stillfried, das Gut Niederpischkowitz dem Glatzer Amtssekretär Adam Christian von Ampassek, der es 1670 dem Kaiserlich-königlichen Waldmeister Johann Albin Domnisch verkaufte. Nach dessen Tod 1673 wurde seine Tochter Johanna Rosalia Alleinerbin. Sie heiratete 1680 Wolfgang Dietrich von Haugwitz auf Hausdorf, auf den es nach ihrem Tod 1709 überging. Dieser verkaufte das Gut Niederpischkowitz 1714 seinem Vetter Franz Anton von Haugwitz, dem schon das Gut Oberpischkowitz gehörte.

## Sehenswürdigkeiten

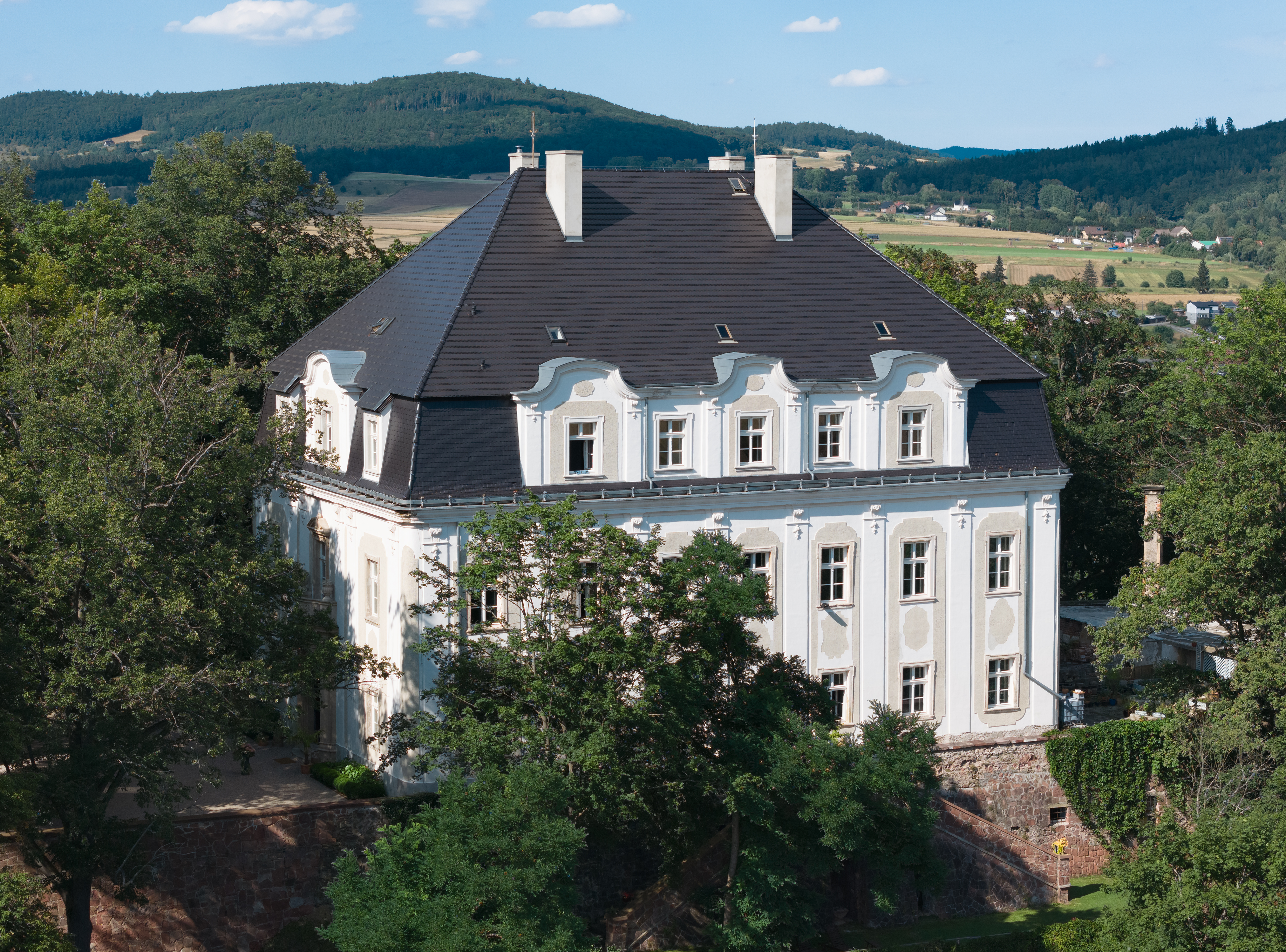
Schloss im Jahre 2017

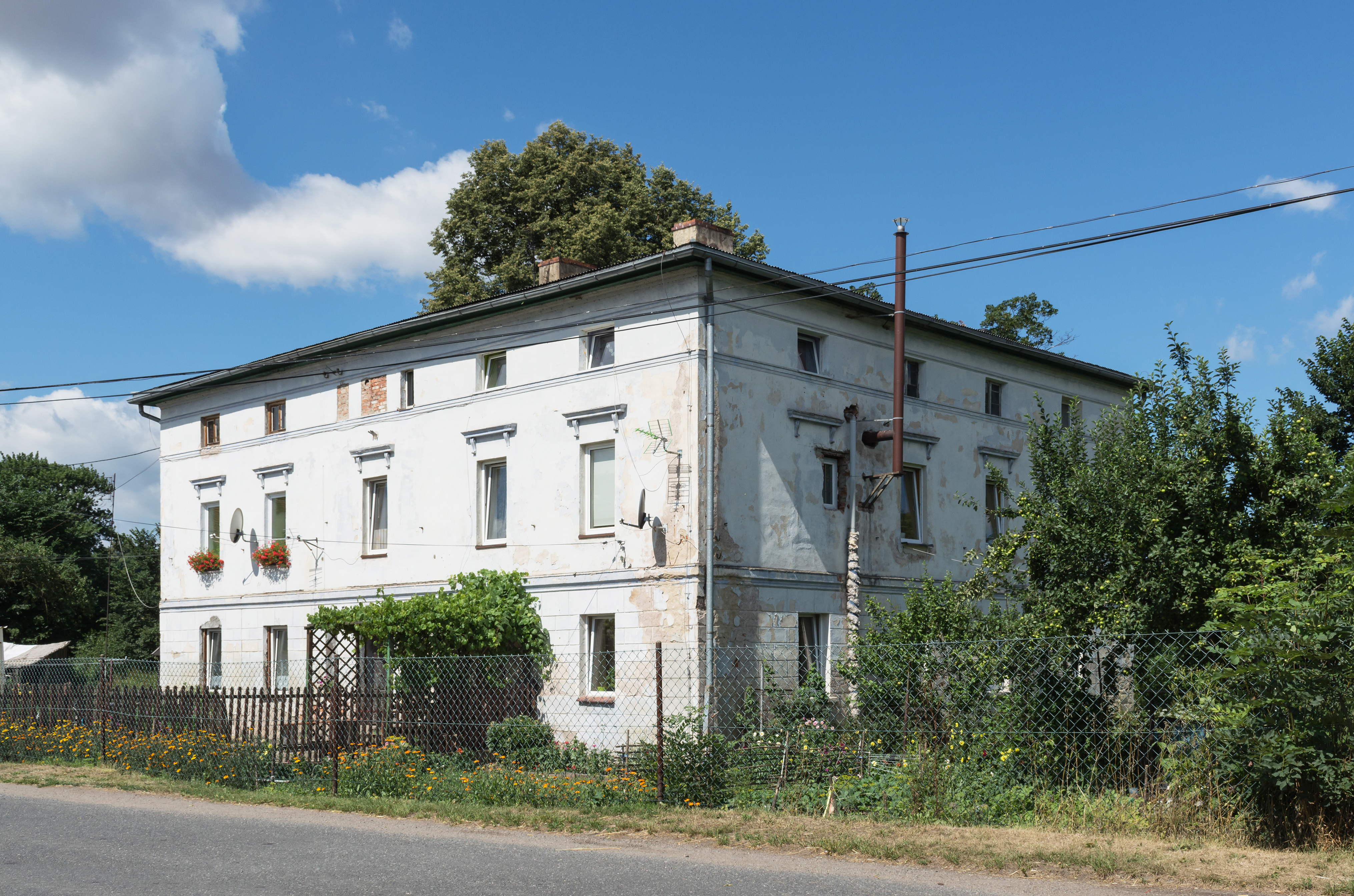
Historischer Gutshof

- Die Pfarrkirche St. Johannes der Täufer (Kośćiół Św. Jana Chrzciciela) wurde nach den Zerstörungen der Hussitenkriege wieder errichtet und mehrmals umgebaut bzw. erweitert. 1672 wurde eine Gruft für die Familie von Haugwitz errichtet. Die barocken Seitenaltäre stammen aus den Jahren 1720 und 1770. Der letzte Umbau erfolgte Mitte des 19. Jahrhunderts. Aus dieser Zeit stammt auch der klassizistische Hauptaltar. Der Kirchhof ist von einer Steinmauer mit spätgotischem Torhaus umgeben.
- Das Pfarrhaus im Stil des Barock wurde im 18. Jahrhundert erbaut und im 19. Jahrhundert umgebaut.
- Das Schloss Pischkowitz diente von 1373 bis 1819 als Wohnsitz der Familie von Haugwitz. Es wurde 1722 von Maximilian von Haugwitz errichtet und später vergrößert. Es besaß eine reiche Innenausstattung. Nach dem Zweiten Weltkrieg diente es zeitweise für Schulzwecke, wurde jedoch später dem Verfall preisgegeben. Inzwischen ist es renoviert worden (s. Bild).
- Der Schlosspark wurde im 19. Jahrhundert mit Terrassen und anderen dekorativen Elementen angelegt. Auf einer laternenbekrönten Säule befindet sich eine Statue des böhmischen Landesheiligen Johannes von Nepomuk aus dem 18. Jahrhundert.
- Der Gutshof mit Mühle und dreigeschossigem Speicher im unteren Teil des Dorfes stammen aus dem 18./19. Jahrhundert.